# 蝴蝶果
蝴蝶果（学名：Cleidiocarpon cavaleriei），为大戟科蝴蝶果属下的一个植物种。